# Andrija Šljukić
Andrija Šljukić, född 8 september 1995, är en serbisk roddare.
Šljukić tävlade för Serbien vid olympiska sommarspelen 2016 i Rio de Janeiro, där han tillsammans med Marko Marjanović slutade på 10:e plats i dubbelsculler.